# 拉博莱讷韦叙比
拉博莱讷韦叙比（法語：La Bollène-Vésubie，法語發音：[la bɔlɛn vezybi]）是法国滨海阿尔卑斯省的一个市镇，位于该省中部，属于尼斯区。

## 地理
拉博莱讷韦叙比（43°59'23"N, 7°19'51"E）面积35.57 平方千米，位于法国普罗旺斯-阿尔卑斯-蓝色海岸大区滨海阿尔卑斯省，该省份为法国东南部沿海省份，南濒地中海，西南至瓦尔省，西北接上普罗旺斯阿尔卑斯省，北部和东部与意大利接壤。
与拉博莱讷韦叙比接壤的市镇（或旧市镇、城区）包括：贝尔韦代尔、鲁瓦亚河畔布雷伊、朗托斯克、穆利内、罗克比利耶尔、萨奥尔日。

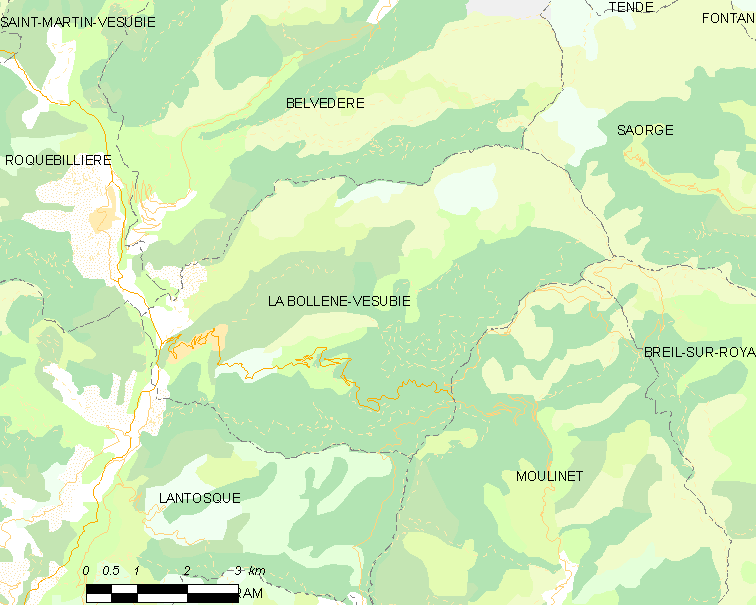
拉博莱讷韦叙比的OSM定位图

拉博莱讷韦叙比的时区为UTC+01:00、UTC+02:00（夏令时）。

## 行政
拉博莱讷韦叙比的邮政编码为06450，INSEE市镇编码为06020。

## 政治
拉博莱讷韦叙比所属的省级选区为图雷特勒旺斯县。

## 人口

1962-2008年间拉博莱讷韦叙比人口变化图示

拉博莱讷韦叙比于2022年1月1日时的人口数量为659人。